# TOC (aviação)

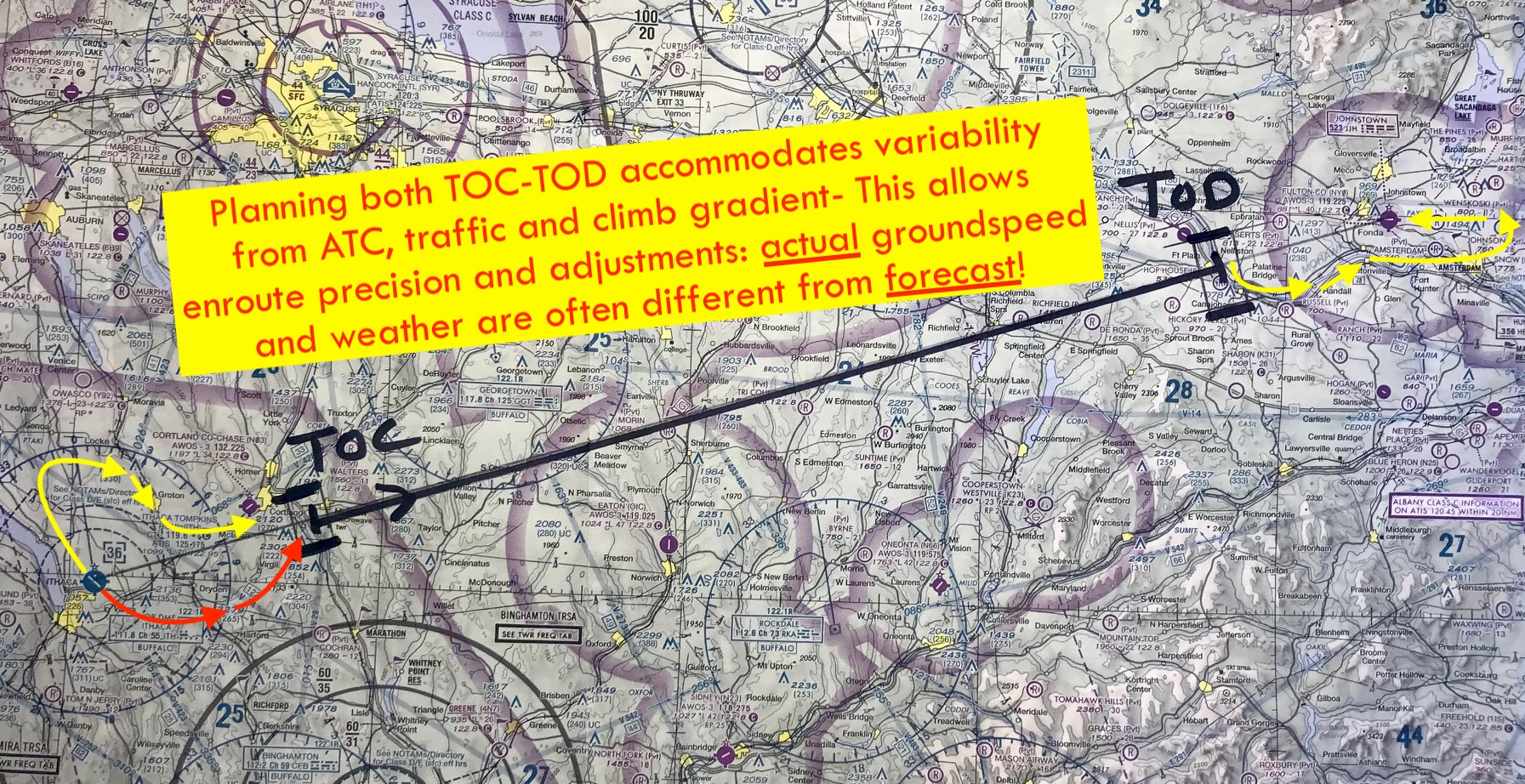
Uso de TOC/TOD no planejamento de voo VFR.

Em aviação, TOC (do inglês, top of climb - topo da subida), é a designação do computador de voo para fase de transição entre a subida e a altitude de cruzeiro de um voo. O TOC é, habitualmente, calculado pelo Sistema de Gestão de Voo por forma a obter-se o melhor resultado operacional (subida mais rápida; maior distância), ou económico (poupança de combustível).